# José Ramón Fernández Suárez
José Ramón Fernández Suárez, nacido el 30 de abril de 1902 en Peñaullán, Aldea del Consejo de Pravia, Provincia de Asturias  España socio y fundador de Molino Harinero La Fama en el año de 1925.
José Ramón Fernández Suárez Salió de un país en guerra y paradójicamente al llegar a México se topó con el conflicto armado que estremecía al País desde el inicio de la segunda década del siglo XX, la Revolución Mexicana.
Desde Asturias, Peñaullán, Aldea de Pravia, en el Buque Alfonso XII, pasó por Cuba el primer barco que tocaba puerto en Veracruz, después de los disturbios. Subió al tren que lo llevaría por Eagle Pass, Texas, Tucson y Nogales Arizona, para después llegar a Hermosillo el 28 de junio de 1919.
Sin más estudios que los de primaria, José Ramón Fernández, se instaló en la Fábrica de Velas La Fama, ubicada en la calle Morelia 112, frente al parque Madero , para trabajar bajo el sistema comanditario con su tío Rosendo Fernández, hermano de su padre, copropietario de la empresa, junto con la familia de la Puente.
Cuatro años más tarde ingresó a la Sociedad Puente y Fernández como socio minoritario.

## Reseña biográfica

### Nacimiento e infancia
José Ramón Fernández Suárez, nació el 30 de abril de 1902 en Penaullán, España, Aldea del Consejo de Pravia, Provincia de Asturias, España, emigró a América en 1919 y llegó a Hermosillo, Sonora, México el 28 de junio de 1919.
Contrajo matrimonio en la ciudad de Tucson, Arizona, el 30 de junio de 1937 con la Señorita María Luisa Aguilar Espinosa, con quienes tuvo cuatro hijos, Faustino, Serafina, José Ramón y Marcela.

### Comienzos
En 1925 lo enviaron a manejar un pequeño molino en Villa de Seris, que los socios de la fábrica de vela tomaron por un préstamo no pagado. Dado sus buenos resultados, los accionistas le dan un porcentaje del negocio, a esta empresa la llaman Molino Harinero La Fama, formando así, la primera Sociedad Anónima de Sonora, los fundadores fueron José Ramón Fernández Suárez y su hermano Félix Fernández Suárez como socios mayoritarios.

### Siguiente etapa

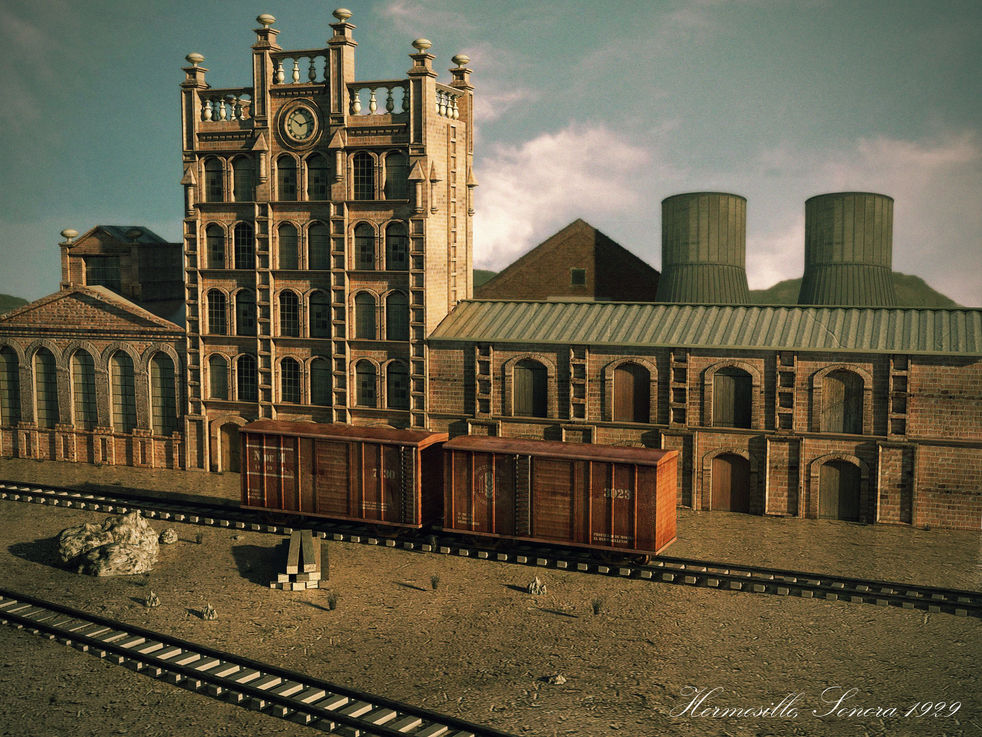
Instalaciones del Molino el Hermosillense en el año de 1929, hoy Molino Harinero La Fama

Fue el 14 de noviembre de 1935 cuando se constituye la Sociedad Anónima Molino “La Fama” y ese mismo año renta el antiguo molino llamado El Hermosillense.
En el año de 1937 Molino La Fama inicia con el otorgamiento de préstamos con garantía prendaria para siembra, cosecha de trigo y compra  de la cosecha para molienda a productores locales, garantizado así el abasto de trigo del molino, el cual iba aumentando considerablemente.
Fue en el año de 1938 cuando Molino La Fama, compra el Molino El Hermosillense, iniciando así el crecimiento de una de las empresas más importantes del Noroeste de México y del sur de Estados Unidos, comenzando con la exportación de los productos a 8 Estados de Norteamérica y teniendo cobertura en toda la república mexicana.
Fue tal el crecimiento, que en 1958 se coloca la primera piedra de un nuevo edificio para desahogar la producción y las nuevas instalaciones se inauguran en 1962, ya operando la empresa la segunda generación de la familia Fernández, llevando a Molino La Fama al sitio de excelencia en el que se encuentra en nuestros días.
Hoy, el edificio del viejo molino es ícono de su época, testigo de la transición de la industria que lo vio nacer y junto a su hermano, el nuevo edificio, son emblema, legado y símbolo viviente de una firma de progreso, innovación y evolución, denominada Molino La Fama, S.A. de C.V. de la que nos sentimos orgullosos de formar parte y comprometidos para dar continuidad a su legado.
Si bien el campo sonorense es reconocido como tierra fértil y cuna del mejor grano, Molino La Fama es reconocido como hogar del mejor trigo y de la mejor harina derivada de un cuidadoso proceso de selección y producción, todo esto avalado por el Proceso de Gestión de Calidad que por supuesto, está certificado desde el año 2001.
Actualmente, la cobertura de mercado de Molino La Fama llega a toda la República Mexicana y a ocho estados de los Estados Unidos, donde las harinas de La Fama tienen gran aceptación en el mercado. Estos logros son fruto del esfuerzo y enfoque comercial, de la cercanía con clientes y consumidores, pero sobre todo, de la dedicación y entrega de su gente.
Apoyando a los productores y sus Clientes, el porvenir de Molino La Fama es prometedor ya que con este soporte se promueve también la generación de empleos y por ser una empresa comprometida con la responsabilidad social, las buenas prácticas laborales y la sustentabilidad, colabora con el desarrollo de nuestra sociedad, lo cual ha generado el reconocimiento de varias organizaciones nacionales y extranjeras.

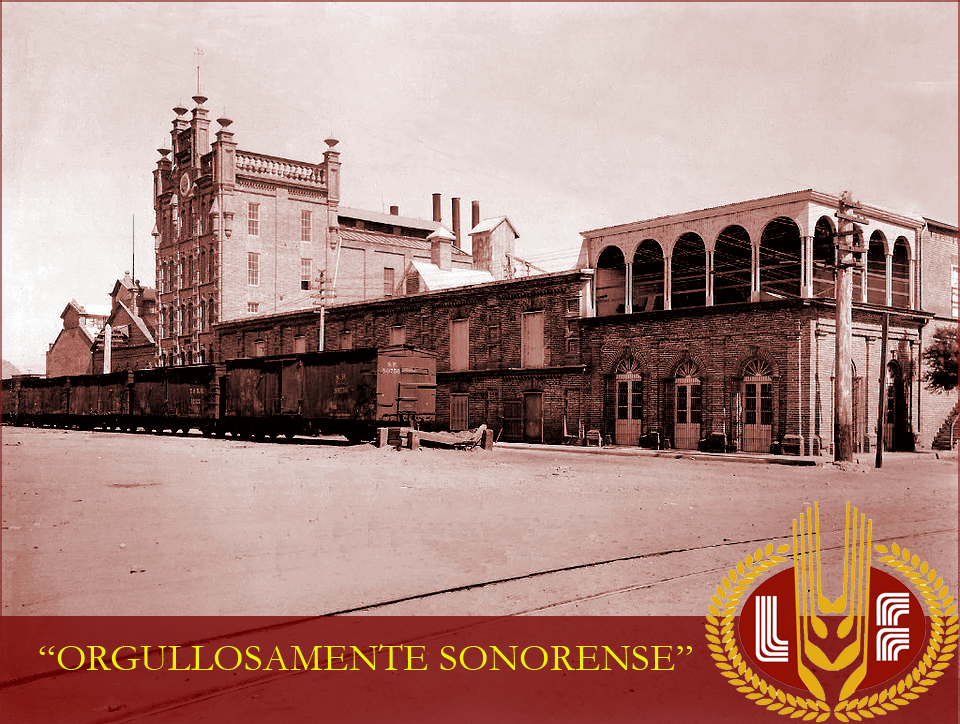
Fue el 14 de noviembre de 1935 cuando se constituye la Sociedad Anónima Molino “La Fama” y ese mismo año se renta el antiguo molino llamado “El Hermosillense”, en unos años más fue comprado.

## Obra Filantrópica
- Universidad de Sonora, Prosecretario del Comité Pro Fundación de la Universidad de Sonora. (1938-1939)
- Miembro de la Comisión Especial del Proyecto de Recaudación para los trabajos de la fundación de la Universidad de Sonora  (1939)
- Donativo del Molino Harinero "La Fama" para la compra de juguetes para niños pobres ( 1939)
- Prosecretario del Comité Administrativo de la Universidad de Sonora. Se preocupó desde el inicio de la institución para que fuera autónoma e independiente (1940)
- Donativo en efectivo  para la Cruz Roja de Grecia (1940)
- Donativo en efectivo para la Navidad de más de 1500 niños escasos recursos (1940)
- Contribución monetaria para damnificados de Colima (1941)
- Contribución para el Asilo  de enfermos de tuberculosis Casa San Vicente (1942)
- Colaboración en el proyecto de Construcción de la Universidad de Sonora (1942)
- Estuvo al frente de la Comisión de Construcción de los edificios de la Universidad de Sonora (1943)
- Vicepresidente de la Mesa Directiva del Comité Pro Universidad de Sonora (1944)
- Aportación para aguinaldos de los hijos de los soldados del XI batallón (1945)
- Aportación como miembro del Club Rotario de Hermosillo  para celebración del Día del Papelero (1945)
- Aportación económica para la Navidad de 800 familias necesitadas de Hermosillo (1946)
- Benefactor de la Fundación Esposos Rodríguez (1946)
- Aportación para becas escolares en Fundación Esposos Rodríguez (1946)
- Aportación de becas tutoriales para alumnos foráneos para estudiar en la escuela J. Cruz Gálvez (1946)
- Respaldo para constituir el H. Cuerpo de Bomberos (1946)
- Aportación para la Construcción de la Casa Hogar del Niño Pobre  (1946)
- Aportación para la iluminación del Campo de Softbol (1946)
- Formó parte de los donantes para la ampliación de la Asilo de Ancianos (1946)
- Donativo para la Navidad de Familias de escasos recursos (1946)
- Donativo personal para la Construcción de la Casa de Salud por medio de la Alianza Hispanoamericana  (1947)
- Elaboración de la reforma a los Estatutos y Ley Orgánica de la Universidad de Sonora, definición de calendarios y presupuesto de la institución (1947)
- Aportación para las obras de reconstrucción del Palacio de Gobierno del Estado de Sonora, mismo que había sido destruido por un incendio (1948)
- Miembro del Consejo Universitario Unison (1948)
- Segundo Vicepresidente de la Mesa Directiva de la Universidad de Sonora  (1948)
- Donativo por parte de Molino La Fama para familias de escasos recursos (1948)
- Donativo de libros adquiridos en España para la Biblioteca y Museo de la Universidad de Sonora (1949)
- Segundo vicepresidente de la Mesa Directiva del Comité Administrativo de la Universidad de Sonora (1949)
- Autorización de la empresa de Servicios Públicos para colocar una unidad móvil de mil kilovatios en la espuela del Ferrocarril propiedad del Molino La Fama (1949)
- Cooperación para el sostenimiento de los Desayunos Escolares (1950)
- Cooperación para compra de equipo para generar mayor cantidad de energía eléctrica para alimentar la ciudad de Hermosillo, Sonora (1950)